# Nagórki (województwo łódzkie)
Nagórki – wieś w Polsce położona w województwie łódzkim, w powiecie łęczyckim, w gminie Grabów.
Wieś szlachecka położona była w drugiej połowie XVI wieku w powiecie łęczyckim województwa łęczyckiego. W latach 1975–1998 miejscowość położona była w województwie konińskim.

## Pochodzenie nazwy
Według miejscowej legendy powstanie Nagórek (wieś k. Gaju) związane jest ze św. Małgorzatą, która zamieszkiwała ze swymi rodzicami pod Tumem. Była piękną, dorodną dziewczyną. Zakochał się w niej diabeł Boruta i postanowił pojąć ją za żonę. W Wielką Sobotę Małgorzata z fartuchem pełnym złocistego piasku posypywała dróżki wokół swojego domostwa, gdy zauważyła skradającego się Borutę, próbowała uciec. By skryć się przed napastnikiem, wysypała piasek ze swego fartucha; powstało wzgórze w Górze św. Małgorzaty, które zakryło ją przed oczami czarta. Małgorzata uciekała dalej i zatrzymała się dopiero przed Gajem, gdy zorientowała się, że nie grozi jej już niebezpieczeństwo. Otrzepała fartuch z pozostałości piasku i w tym miejscu powstały niewielkie pagórki, od których powstała nazwa miejscowości Nagórki.